# Geronimo Estates
Geronimo Estates – jednostka osadnicza w Stanach Zjednoczonych, w stanie Arizona, w hrabstwie Gila.